# ゲラルド・パッヒンガー
ゲラルド・アロイス・パッヒンガー（Gerald-Alois Pachinger, 1958年 - ）はオーストリアのクラリネット奏者

## 来歴・人物
- ウィーン音楽アカデミー（現ウィーン国立音楽大学）でペーター・シュミードルに師事、最優秀の成績で卒業。ユーゲント・ムジツィールト（オーストリア）入賞。
- 87年より、ウィーン交響楽団のクラリネット奏者に就任。
- 88年、ソリストとして活動を開始し、W.A.モーツァルト作品のスペシャリストとして世界的名声を博す。
- 95年から99年まで、ベルリン・フィルハーモニー管弦楽団の客員クラリネット奏者として招聘され、多くのCD作品に参加。
- 現在、ウィーン交響楽団の首席奏者を務め、A.プリンツの後継者として ウィーン室内合奏団の団員としても活躍している。

## ディスコグラフィー
- 『グリンカ／悲愴三重奏曲』（1995年発売 ORF CD-69）